# Prati di Tivo
Koordinaten: 42° 29′ 58″ N, 13° 33′ 35″ O
Prati di Tivo ist Ski- und Bergferienort im Nationalpark Gran Sasso und Monti della Laga. Er liegt auf einer Höhe von rund 1450 Metern an den nördlichen Hängen des Gran Sasso d’Italia und kann über die SP43 erreicht werden.

## Geographie

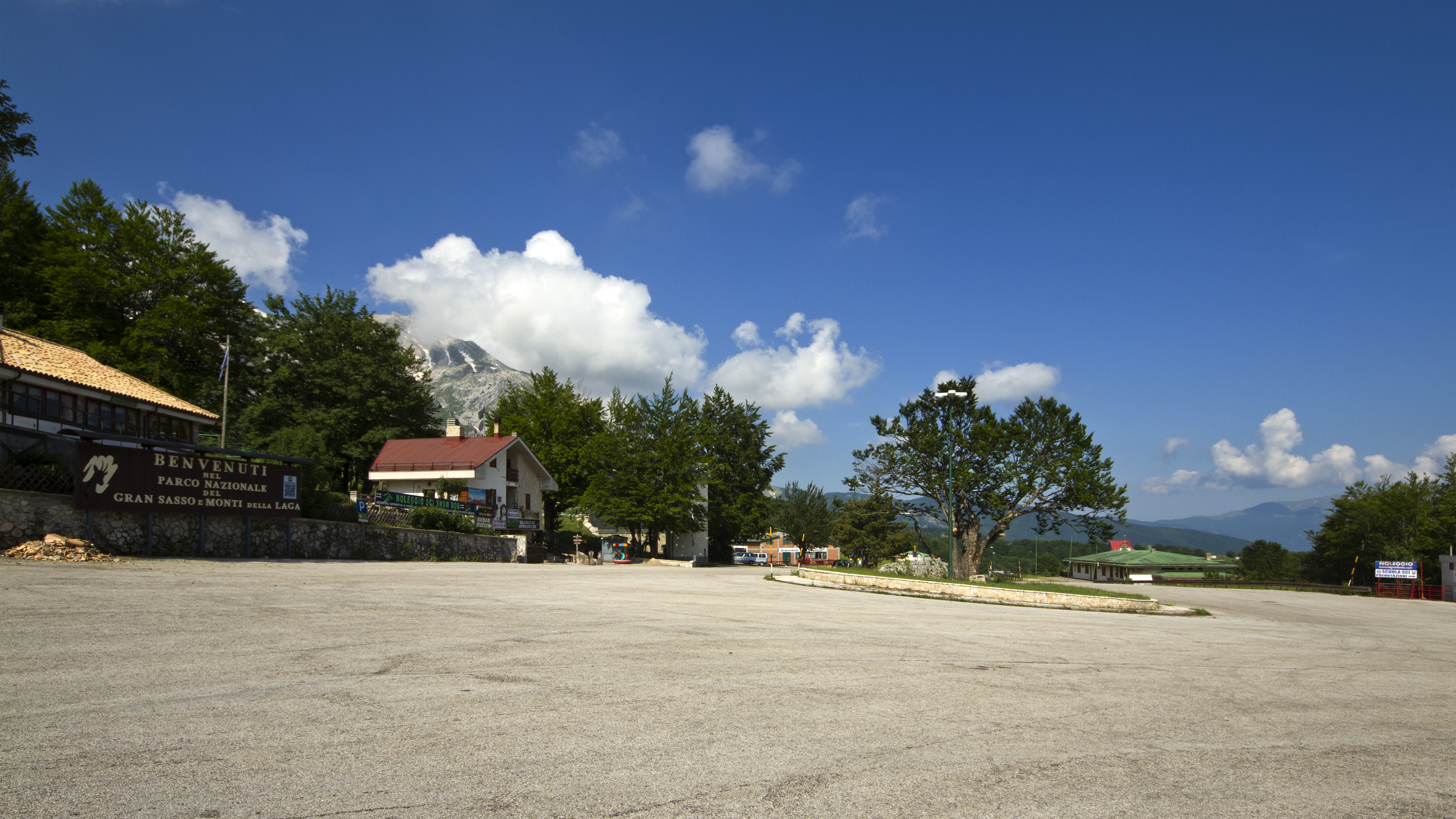
Prati di Tivo

Prati di Tivo liegt in der Region Abruzzen in der Provinz Teramo. Der Ort befindet sich im Bergmassiv des Gran Sasso d’Italia, das mit einer maximalen Höhe von 2912 Metern Seehöhe den höchsten Punkt des Apennin darstellt.

## Radsport
Bislang wurde der Anstieg nach Prati di Tivo erst einmal beim Giro d’Italia, dem größten Radrennen Italiens, befahren. Der 14,6 Kilometer lange Auffahrt auf der SP43 weist eine durchschnittliche Steigung von 7 % auf und führt über mehrere Kehren auf eine Höhe von 1450 Metern.
Der erste Etappensieger bei der Italien-Rundfahrt war der Italiener Giovanni Battaglin, der im Jahr 1975 die 3. Etappe gewann und die Maglia Rosa von Knut Knudsen übernahm. Im Jahr 2024 diente Prati di Tivo erneut als Bergankunft, wobei der Anstieg auf der 8. Etappe als Bergwertung der 1. Kategorie klassifiziert wurde. Etappensieger wurde der Slowene Tadej Pogačar, der zu diesem Zeitpunkt die Maglia Rosa trug.
| Jahr | Etappe    | Bergwertung  | Fahrer             |
| ---- | --------- | ------------ | ------------------ |
| 1975 | 3. Etappe | GPM          | Giovanni Battaglin |
| 2024 | 8. Etappe | 1. Kategorie | Tadej Pogačar      |

Neben dem Giro d’Italia ist der Schlussanstieg nach Prati di Tivo vor allem durch das Etappenrennen Tirreno–Adriatico bekannt. Seit dem Jahr 2012 hielt die Fernfahrt drei Bergankünfte in dem Ort ab. Mit Vincenzo Nibali (2012), Chris Froome (2013) und Tadej Pogačar (2021) setzten sich in jenen Jahren drei bekannte Radsportler durch. Die bislang letzte Auffahrt erfolgt im Rahmen des Giro d’Abruzzo, wo der Kasache Alexei Luzenko als Sieger hervorging.